# 水俣中継局

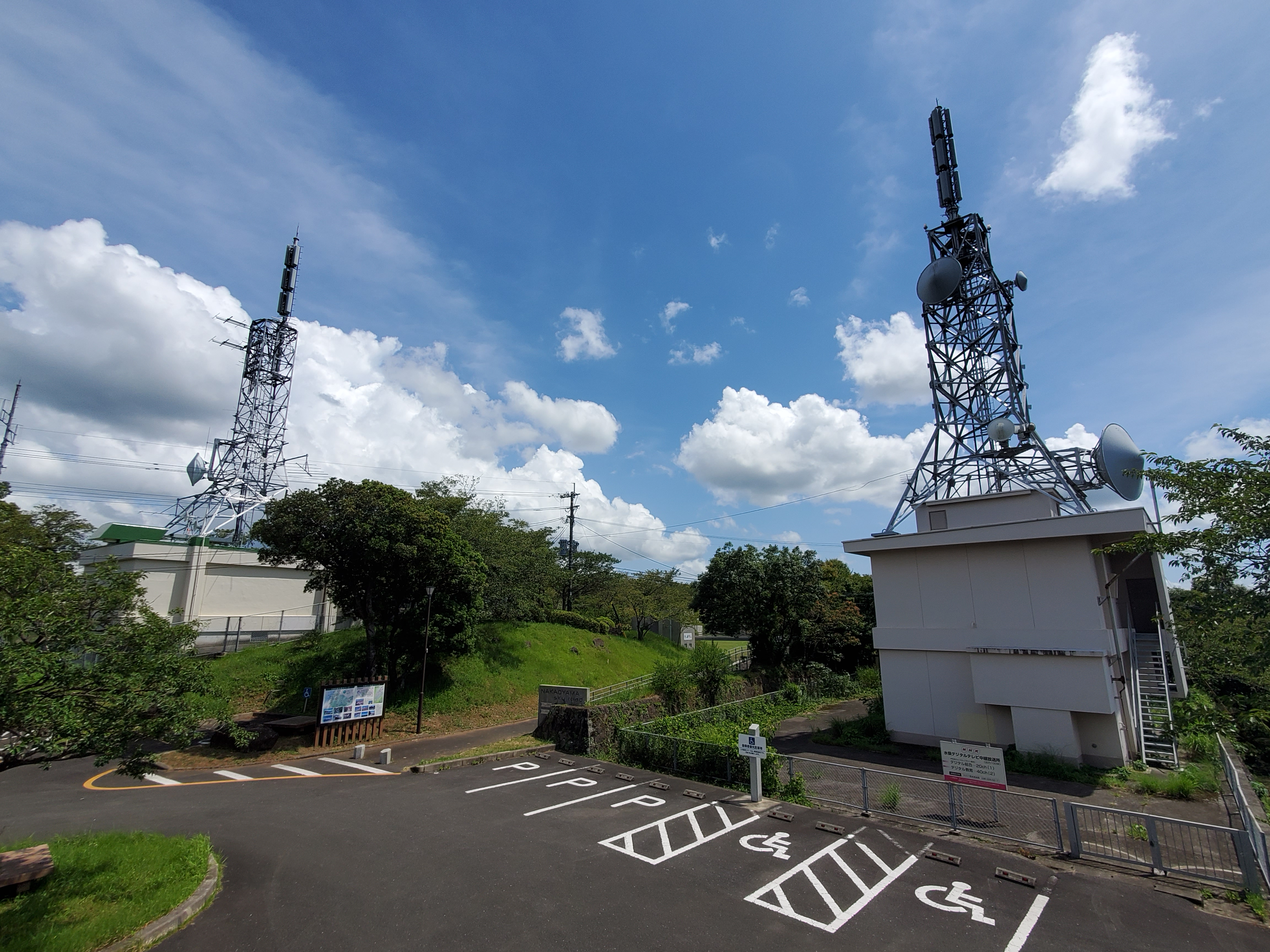
中尾山公園に設置されている送信所。左が民放テレビ・RKKのFM補完中継局（元・RKKアナログテレビ塔）。右がNHKのデジタルテレビ中継局。2020年撮影。

水俣中継局（みなまたちゅうけいきょく）は、日本の熊本県水俣市の中尾山などにあるテレビ放送とラジオ放送の中継局である。

## 概要
水俣市を中心にカバーする中継局。地上デジタル放送の中継局としては、人吉中継局と同様に熊本県内では初めて開局した。

## 沿革
- 1962年12月21日 - NHK熊本放送局・RKK熊本放送が合同で中継局を設置。
- 1969年11月22日 - TKUテレビ熊本が地上アナログテレビジョン放送を開局。
- 1982年3月28日 - KKTくまもと県民テレビ開局.
- 1989年9月22日 - KAB熊本朝日放送開局.
- 2007年6月28日 - 総務省九州総合通信局より地上デジタルテレビジョン放送の放送予備免許が交付された。
- 2007年9月3日 - 地上デジタルテレビジョン放送の試験電波の送信開始。
- 2007年10月1日 - 地上デジタルテレビジョン放送の本放送開始。
- 2011年7月24日 - 地上アナログテレビジョン放送の全局本放送終了。アナログテレビジョン放送の中継局は全局廃止。

## 送信設備
- 所在地（NHK）：熊本県水俣市大字南福寺字龍平855-76
- 所在地（RKK/TKU/KKT/KAB）：熊本県水俣市大字長野字龍平855-28、79及び80

### 地上デジタルテレビジョン放送
全局2007年10月1日から本放送を開始した。同年6月28日に総務省九州総合通信局より放送予備免許が交付され、同年9月3日から試験放送を実施していた。
| リモコンキーID | 放送局名           | 物理チャンネル | 空中線電力 | ERP   | 放送対象地域 | 放送区域内世帯数 |
| -------------- | ------------------ | -------------- | ---------- | ----- | ------------ | ---------------- |
| 1              | NHK 熊本総合       | 20             | 100W       | 1.1Kw | 熊本県       | 27,927世帯       |
| 2              | NHK 熊本Eテレ      | 40             | 100W       | 1Kw   | 全国         | 27,927世帯       |
| 3              | RKK 熊本放送       | 26             | 100W       | 980w  | 熊本県       | 27,927世帯       |
| 4              | KKT 熊本県民テレビ | 30             | 100W       | 980w  | 熊本県       | 27,927世帯       |
| 5              | KAB 熊本朝日放送   | 31             | 100W       | 980w  | 熊本県       | 27,927世帯       |
| 8              | TKU テレビ熊本     | 27             | 100W       | 980w  | 熊本県       | 27,927世帯       |

- 出力はアナログ放送換算で1kW相当となるので実質約3倍の増力となる。また、人吉中継局と並んで熊本県南部地区の基幹局も兼ねている。

### アナログテレビ放送
| 放送局名           | チャンネル | 空中線電力         | ERP | 放送対象地域 | 放送区域内世帯数 |
| ------------------ | ---------- | ------------------ | --- | ------------ | ---------------- |
| NHK 熊本教育       | 1          | 映像500W／音声125W | -   | 全国         | -                |
| NHK 熊本総合       | 4          | 映像500W／音声125W | -   | 熊本県       | -                |
| RKK 熊本放送       | 6          | 映像500W／音声125W | -   | 熊本県       | -                |
| KAB 熊本朝日放送   | 32         | 映像300W／音声75W  | -   | 熊本県       | -                |
| KKT 熊本県民テレビ | 36         | 映像300W／音声75W  | -   | 熊本県       | -                |
| TKU テレビ熊本     | 38         | 映像300W／音声75W  | -   | 熊本県       | -                |

### AMラジオ放送・FMラジオ放送
＜AMラジオ放送＞
| 周波数  | 放送局名    | 空中線電力 | 放送対象地域 | 放送区域内世帯数 |
| ------- | ----------- | ---------- | ------------ | ---------------- |
| 1341kHz | NHK 熊本第1 | 音声1kW    | 熊本県       | -                |

- NHK熊本第2は、熊本局（873kHz）で聴取出来る。
- RKK熊本放送は、御所浦局（1197kHz）で聴取できる。

＜FMラジオ放送＞
| 周波数（MHz） | 放送局名     | 空中線電力 | ERP  | 放送対象地域 | 放送区域内世帯数 | 放送開始日   |
| ------------- | ------------ | ---------- | ---- | ------------ | ---------------- | ------------ |
| 94.2          | RKK 熊本放送 | 100W       | 250W | 熊本県       | -                | 2017年2月1日 |

- NHK熊本FMとエフエム熊本は、御所浦局（82.5MHz、78.4MHz）で聴取[1]できる

## 主な放送エリア
地上デジタル放送は葦北郡津奈木町の全域と、水俣市・八代市・宇土市・上天草市・宇城市・天草市、鹿児島県阿久根市・出水市・出水郡長島町の各一部を放送区域とする。
但し、鹿児島県阿久根市・出水市・出水郡長島町は原則としてNHK鹿児島放送局・南日本放送（MBC）・鹿児島テレビ放送（KTS）・鹿児島放送（KKB）・鹿児島讀賣テレビ（KYT）を見ることが出来るにもかかわらず（阿久根・出水・長島6中継局）、当中継局の放送エリアとなっている（KKBとKYTのアナログテレビ放送の受信ができなかった阿久根西目中継局では2011年12月1日にデジタル中継局を開局）。
なお、鹿児島県で水俣中継局を受信する場合、NHKも含めて各局のチャンネル番号に枝番が付けられる。

## その他
- RKKのアナログ周波数6chはキー局のTBSテレビ、同系列のIBC岩手放送・北陸放送の親局と同じであった。RKKでは矢部中継局も6chが使用されていた。